# Infanterie-Division Niedergörsdorf
Die Infanterie-Division Niedergörsdorf war eine deutsche Infanteriedivision im Zweiten Weltkrieg.
Die Division wurde am 28. September 1944 als sogenannte Schatten-Division für den Wehrkreis XVII auf dem Truppenübungsplatz Döllersheim aufgestellt. Die Divisionsbezeichnung bezieht sich auf den Ort Niedergörsdorf, welcher Bezug zu der Schlacht bei Dennewitz hatte. Der Divisionsname bezieht sich, wie die der Infanterie-Division Groß-Görschen, Infanterie-Division Dennewitz, Infanterie-Division Katzbach und der Infanterie-Division Möckern auf Orte der Befreiungskriege.
Anfang Oktober wurde mit der Division die 585. Volksgrenadier-Division aufgefrischt.
Die Gliederung der Division war:
- Grenadier-Regiment Niedergörsdorf 1
- Grenadier-Regiment Niedergörsdorf  2
- Grenadier-Regiment Niedergörsdorf  3
- Artillerie-Regiment Niedergörsdorf